# Transports Municipals del Gironès
Transports Municipals del Gironès SAU (TMG SAU) és la principal empresa gestora del transport públic a Girona. La finalitat de TMG SAU és oferir serveis de transport col·lectiu a la ciutat de Girona i als seus municipis veïns. A part de l'explotació de 8 de les 13 línies de l'autobús urbà de Girona, també és responsable de l'explotació del servei de bicicletes públiques, Girocleta i dos pàrquings municipals.

## Història
L'11 d'octubre de 1988 s'aprovà la creació de TMG SAU per gestionar el servei públic d'autobús urbà de Girona a través d'una fórmula mixta entre l'Ajuntament de Girona i l'Hispano Hilarienca. Així el 24 de desembre de 1988 s'acabà constituint una empresa mixta participada en un 80% per l'Ajuntament de Girona i en un 20% per la Hispano Hilarienca. El consell d'administració s'integrava per representants de l'Ajuntament de Girona i de la Hispano Hilarienca proporcionalment a la seva participació.
Els primers vehicles anaven pintats en groc al davant i blau als laterals, tot i que més endavant s'establí que els vehicles de TMG SAU anessin pintats grocs, amb una franja blava a la part superior i una vermella a la part inferior. Dintre del paquet de línies n'hi ha d'algunes que són gestionades per TEISA, però els vehicles que les serveixen hauran de portar el mateix disseny que els de TMG. L'octubre de 1989, de forma oficial Transports Municipals del Gironès SAU assumeix el servei urbà de Girona amb quatre línies i quatre vehicles nous. La Hispano Hilarienca cedí quatre vehicles més. El setembre de 1990, TMG també es fa càrrec d'URBISA integrant els seus dos vehicles i la seva línia. En els pròxims anys, s'ampliaren les línies i s'adquiriren més vehicles. El 1994 es reestructurà la xarxa i un dia i cinc anys després, el 13 de setembre de 1999 es creà la línia L9 diferent de l'actual L9.
El 2015, la Hispano Hilarienca va ser annexionada per TEISA. Aquesta adquisició va permetre a TEISA intervenir en la gestió administrativa i logística del transport urbà de Girona. L'abril de 2016, l'Ajuntament va acabar adquirint el 100% del capital de TMG després d'adquirir el 0,33% que tenia l'Hispano Hilarienca (ara TEISA). El 2018, el ple de l'ajuntament va aprovar prorrogar la vigència de la societat municipal i l'11 de novembre de 2019, el ple aprovà la continuïtat dels serveis tant d'autobús urbà com el de la bicicleta pública fins al 2034.

## Serveis i infraestructura
La finalitat de TMG SAU és planificar i explotar els serveis de transport públic que abasteixen Girona i la seva rodalia, la Girocleta i gestionar dos pàrquings municipals.

### Autobús urbà de Girona
De les 13 línies que té la xarxa de l'autobús urbà de Girona, TMG en gestiona 8, connectant la capital gironina amb Vilablareix, Aiguaviva i Fornells de la Selva.
| Línia    | Color        | Destinacions                                   | Longitud total | Parades | Obertura | Temps de viatge |
| -------- | ------------ | ---------------------------------------------- | -------------- | ------- | -------- | --------------- |
| L-1      | Vermell      | Montjuïc Avellaneda                            | 19,1 km        | 56      | 1994     | 55 min          |
| L-2      | Or           | Hosiptal Josep Trueta Avellaneda               | 16 km          | 33      | 1994     | 48 min          |
| L-5      | Blau marí    | Germans Sàbat Aiguaviva                        |                | 67      | 1990     | 79 min          |
| L-7      | Rosa         | Torre Gironella Can Gibert del Pla             |                | 42      | 1994     | 45 min          |
| L-8      | Coral        | UdG Montilivi Estació d'Autobusos/RENFE        |                | 20      | 2001     | 41 min          |
| L-10     | Taronja      | Fornells de la Selva Estació d'Autobusos/RENFE |                | 32      | 2002     | 48 min          |
| L-11     | Verd         | Sant Daniel CAP Güell                          |                | 52      | 2004     | 43 min          |
| L-12     | Vermell fosc | Puig d'en Roca Ramon Folch (Jutjats)           |                | 29      | 2020     | 45 min          |
| 8 línies |              |                                                |                |         |          |                 |

### Bicicleta
TMG també gestiona el servei de bicicletes públiques de la ciutat de Girona, Girocleta. Actualment, compta amb un total de 30 estacions repartides per Girona. El 2022 amb les 26 estacions de l'any, 677 aparcaments i un parc mòbil de 300 bicicletes. El maig del 2024 es posà en funcionament el primer aparcament per a bicicletes tancat i vigilat amb càmeres, situat al Parc Central. Té una capacitat per a 82 bicicletes i és necessària una aplicació per al seu ús.

## Instal·lacions
Els autobusos de TMG es guarden en una nau privada situada al polígon de Torre Mirona de Salt, propietat de l'Hispano Hilarienca, annexionada per TEISA el 2015.
El setembre de 2022 se sabé que l'ajuntament gastaria 3 milions d'euros en unes cotxeres noves a Mas Xirgu pels busos urbans de TMG. Es preveu la construcció en un solar, propietat municipal, que s'ubica a la cruïlla entre els C/ Can Pau Birol i C/ de la Gerundense i disposarà de llocs d'aparcament, el taller, punts de càrrega per als vehicles elèctrics de la flota i el tren de neteja.
La seu corporativa de TMG es troba a la Plaça del Vi, 1.